# Фірсанов Кіндрат Пилипович
Кіндрат Пилипович Фірсанов (18 вересня 1902, село Рождественське Скопинського повіту Рязанської губернії, тепер Рязанської області, Російська Федерація — 20 січня 1993, місто Самара, Російська Федерація) — радянський діяч органів держбезпеки, генерал-майор, начальник УНКВС по Орловській і Брянській областях, міністр внутрішніх справ Башкирської АРСР. Депутат Верховної Ради СРСР 1-го скликань (1941—1946).

## Біографія
Народився в родині селянина-середняка. У 1913 році закінчив сільську школу. Працював у господарстві батька.
У 1920—1922 роках — телефоніст, монтер телеграфно-телефонних ліній зв'язку, робітник-землекоп на дільниці залізниці Скопино—Ряжськ Рязанської губернії. У 1922 — березні 1923 року — робітник на будівництві робітничого селища імені 1-го травня біля селища Ярцево Смоленської губернії. З березня 1923 по травень 1924 року працював у господарстві батька.
У травні 1924 — 1926 року — рядовий, командир взводу в РСЧА.
Член ВКП(б) з 1926 року.
У 1926—1930 роках — податковий агент Скопинського районного фінансового відділу, співробітник Рязанського окружного фінансового відділу.
У 1930—1937 роках — завідувач Спаського районного фінансового відділу Московської області, завідувач Єпіфанського районного фінансового відділу Московської області. Навчався в Інституті масового заочного навчання при ЦК ВКП(б).
У травні — жовтні 1937 року — 2-й секретар Єпіфанського районного комітету ВКП(б) Московської (Тульської) області.
У жовтні 1937 — грудні 1938 року — 1-й секретар Єпіфанського районного комітету ВКП(б) Тульської області.
З грудня 1938 року — в органах НКВС СРСР. У грудні 1938 — січні 1939 року — слухач курсів керівних працівників при Центральній школі НКВС СРСР.
З 17 січня 1939 по 26 лютого 1941 року — начальник Управління НКВС по Орловській області. З 26 лютого по 31 липня 1941 року — начальник Управління НКДБ по Орловській області. З 31 липня 1941 по липень 1944 року — начальник Управління НКВС по Орловській області.
З липня 1944 по 31 травня 1949 року — начальник Управління НКВС (МВС) по Брянській області.
31 травня 1949 — 10 лютого 1954 року — міністр внутрішніх справ Башкирської АРСР. Одночасно у липні 1952 — березні 1953 року — в.о. начальника територіального управління «Башспецнафтобуд» МВС СРСР.
У квітні 1954 — квітні 1958 року — заступник начальника управління Кунеєвського виправно-трудового табору МВС (поштова скриньки ДЗ—15 на будівництві Куйбишевського гідробуду) в місті Ставрополі Куйбишевської області. У травні 1958 — грудні 1960 року — заступник начальника управління виправно-трудових колоній УМВС по Куйбишевської області.
З грудня 1960 року — в запасі в місті Куйбишеві (Самарі).

## Звання
- капітан державної безпеки  (17.01.1939)
- майор державної безпеки (4.05.1942)
- полковник державної безпеки  (14.02.1943)
- комісар державної безпеки (14.03.1944)
- генерал-майор (9.07.1945)

## Нагороди
- орден Леніна
- орден Червоного Прапора (20.09.1943)
- орден Червоної Зірки
- орден «Знак Пошани» (26.04.1940)
- медаль «За бойові заслуги»
- медаль «Партизанові Вітчизняної війни» 1-го ст.
- медаль «За перемогу над Німеччиною у Великій Вітчизняній війні 1941—1945 рр.»
- медалі